# Мамілярія
Мамілярія (Mammillaria) — рід сукулентних рослин з родини кактусових.

## Розповсюдження

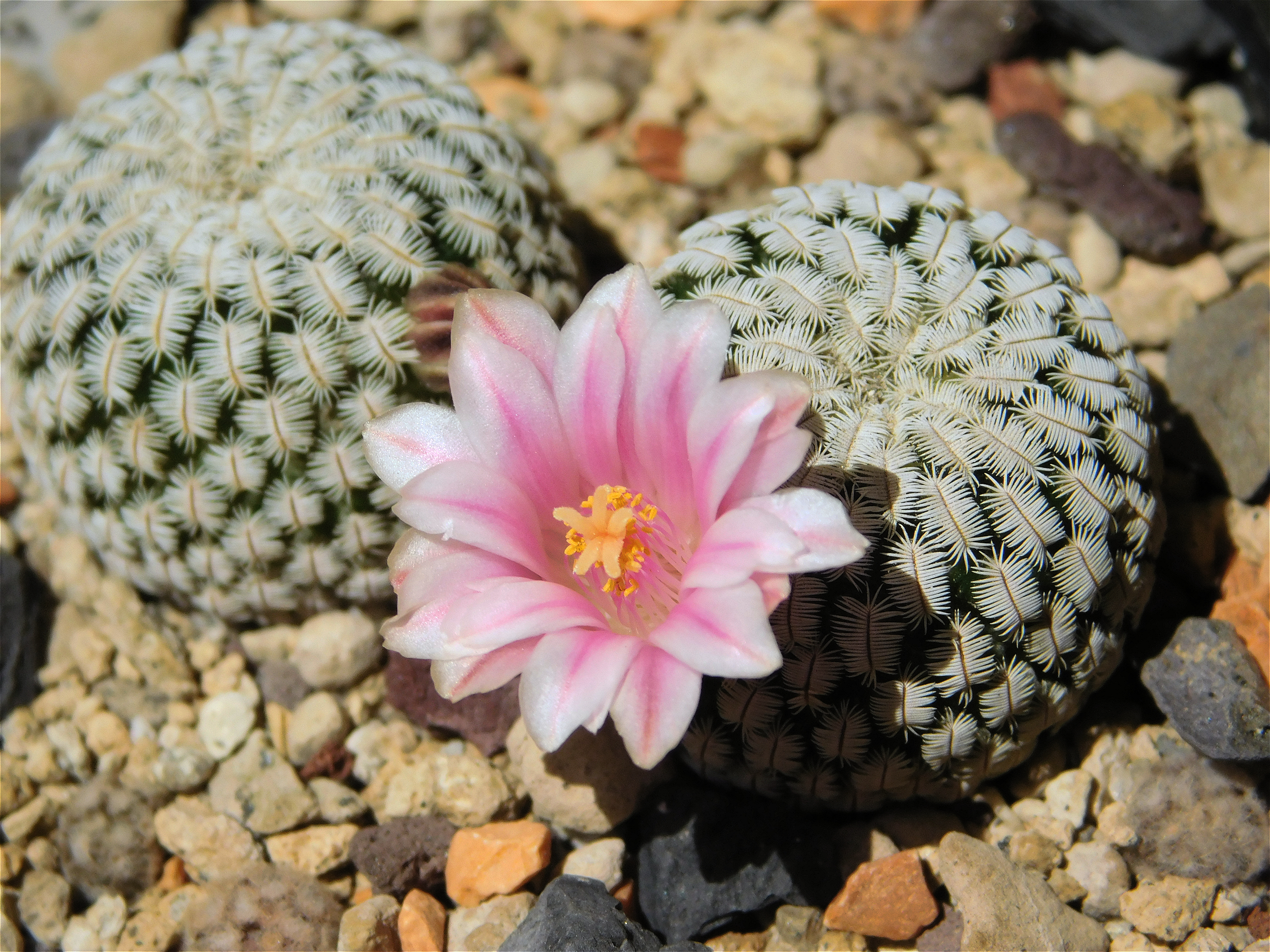
Mammillaria pectinifera

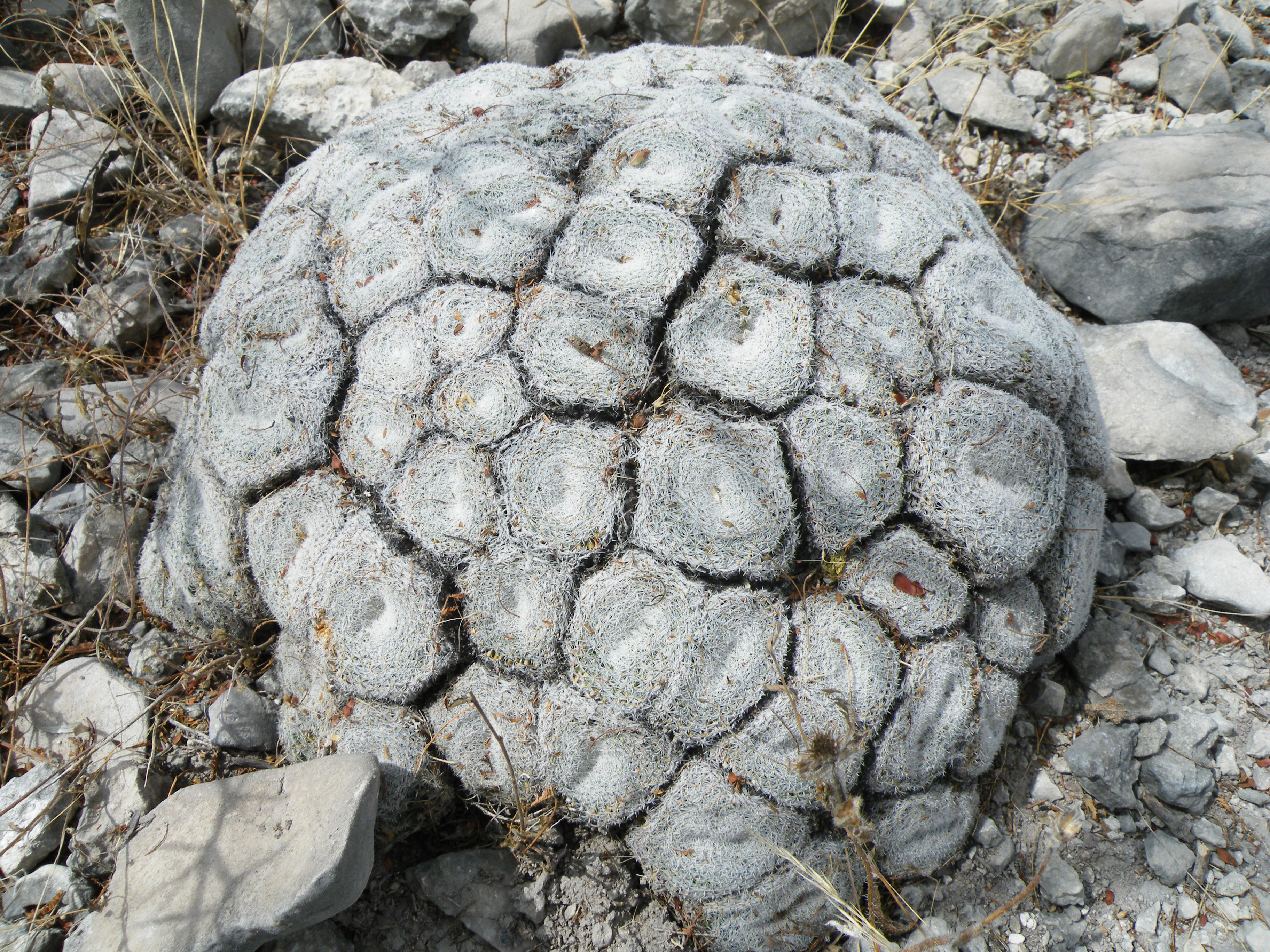
Кущ Mammillaria perbella у природі

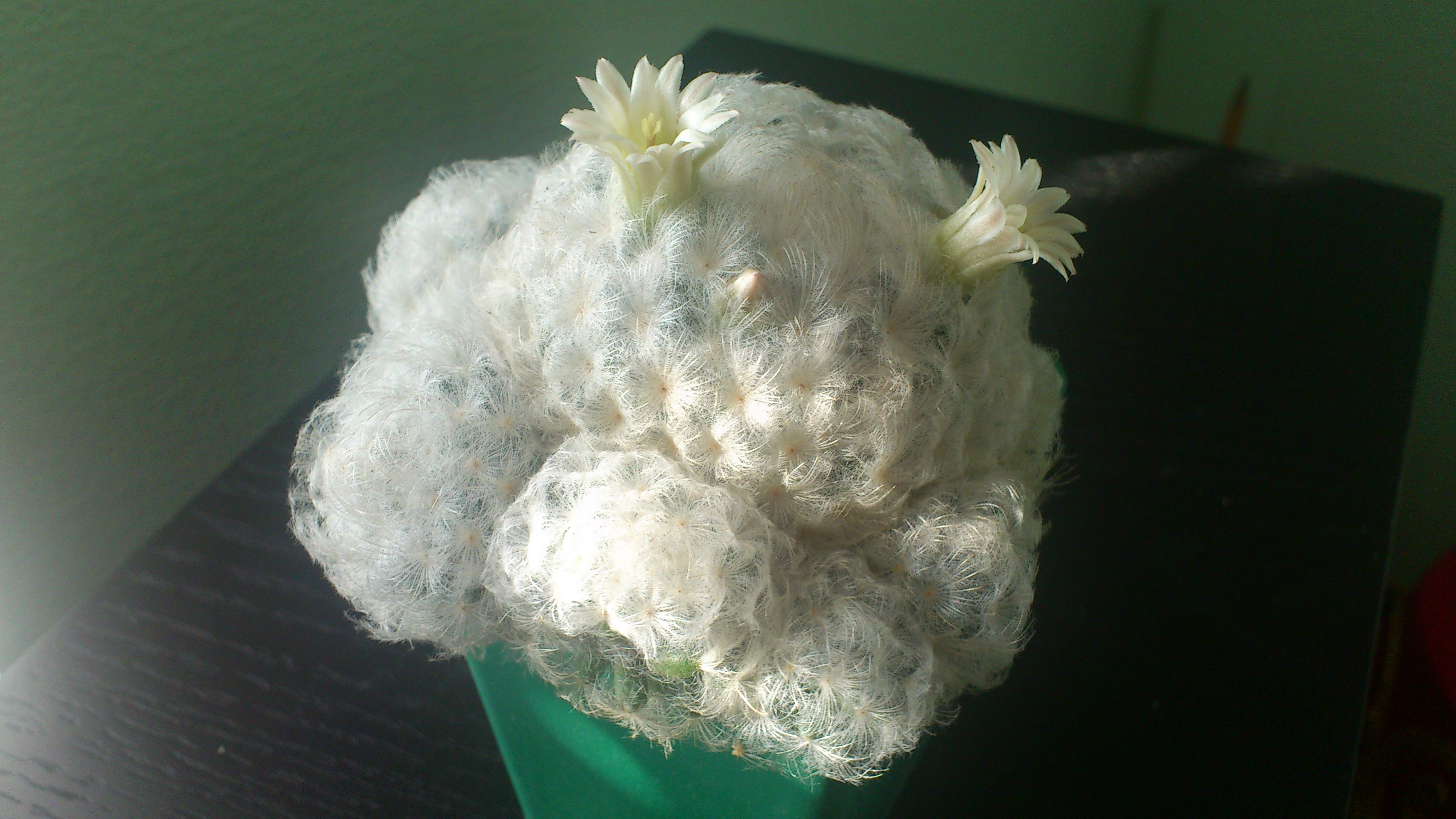
Mammillaria plumosa в кімнатній культурі в Києві

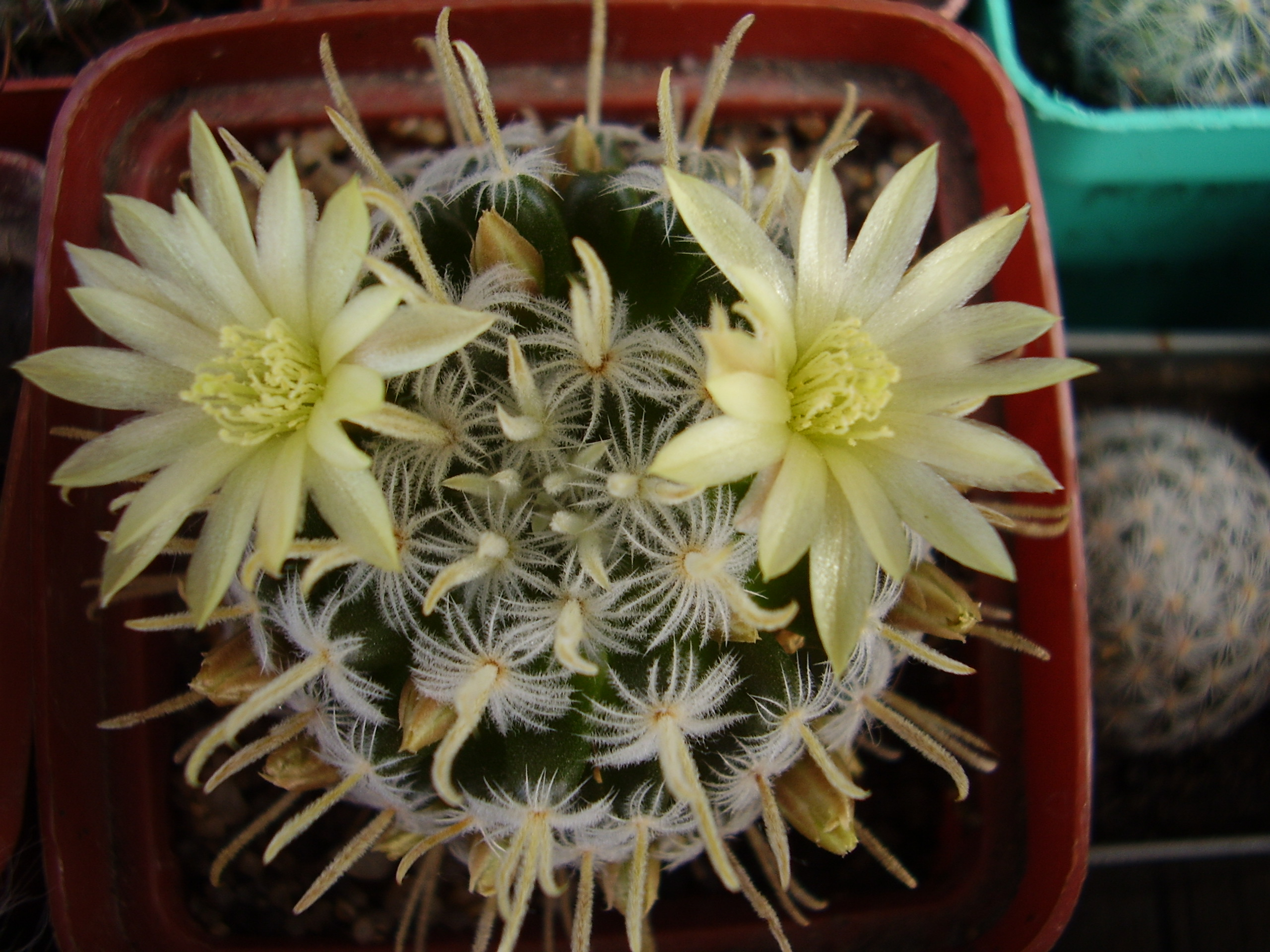
Mammillaria duwei

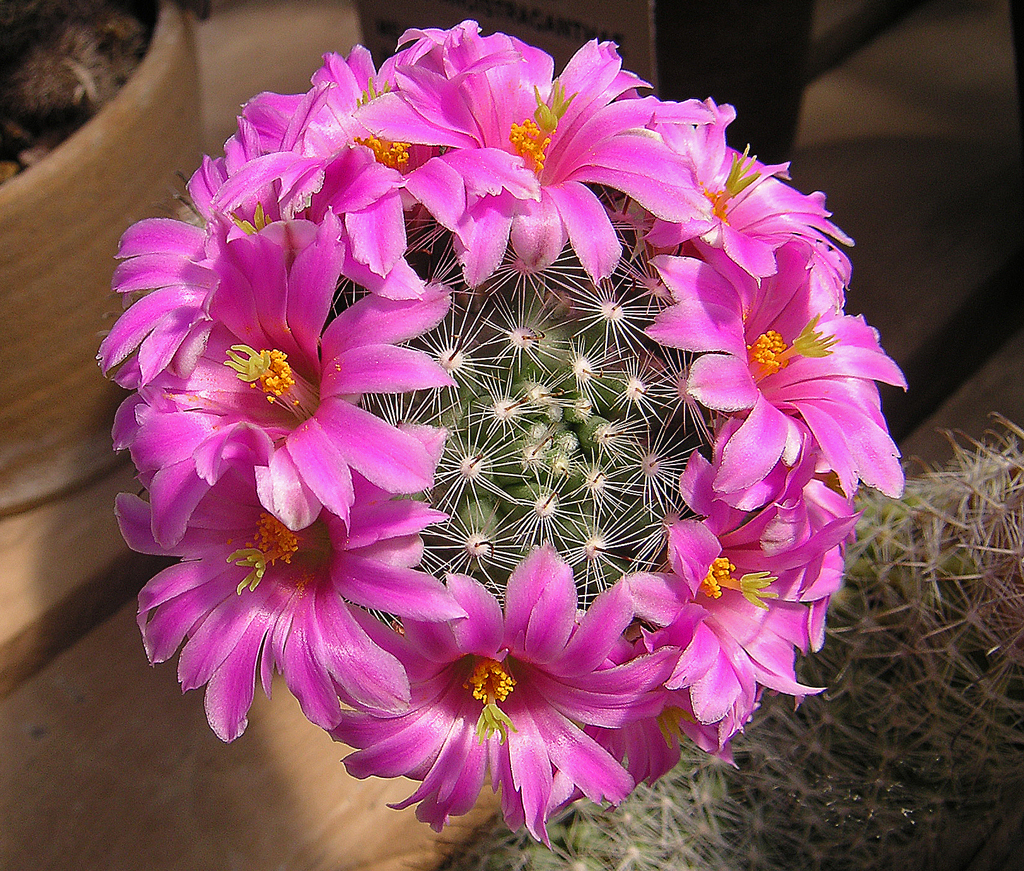
Mammillaria boolii

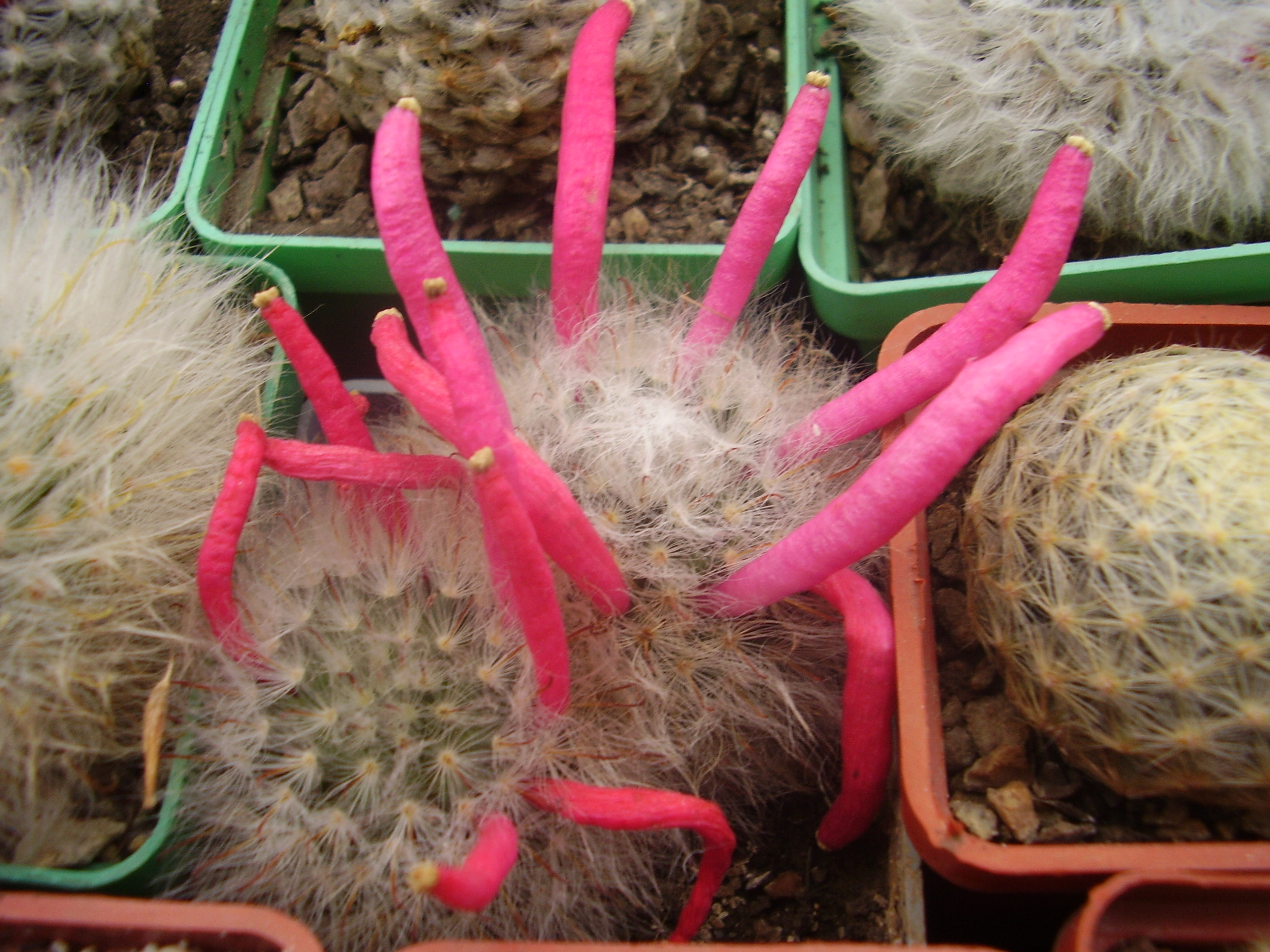
Плоди Mammillaria bocasana

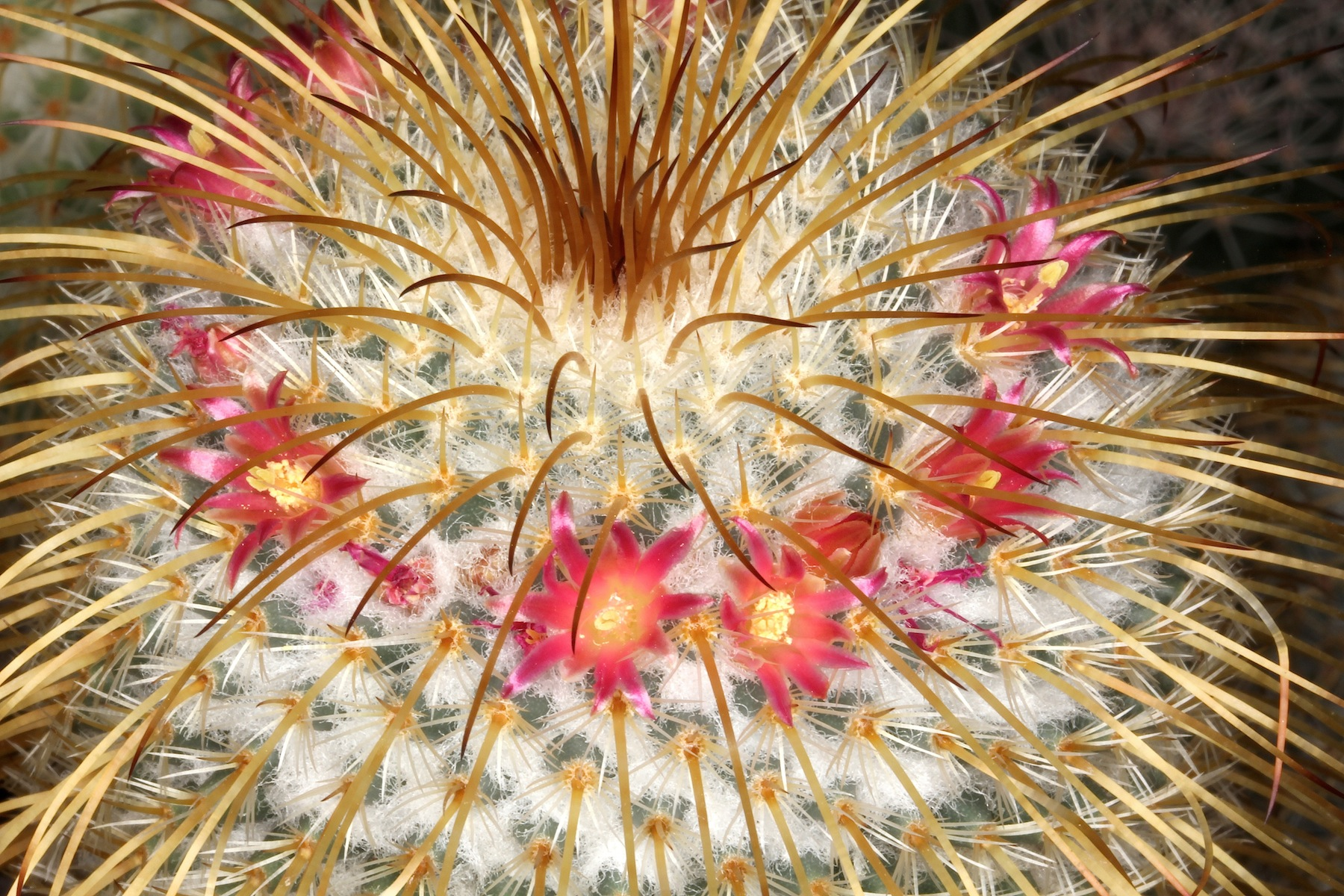
Mammillaria dixanthocentron

Батьківщина — південні райони США, Центральна Америка (Гватемала, Гондурас), Вест-Індія, Венесуела, Колумбія. Хоча типовою країною цього роду є Мексика — з близько 170 видів цього роду близько 150 є ендемічними для цієї країни. У природі зустрічається на стрімких скелях, пагорбах, у тріщинах скель, на висоті до 3000 м над рівнем моря, часом серед чагарників і трав на піщаних, вапняних, глинистих, кам'янистих ґрунтах. Деякі види утворять подушкоподібні колонії.

## Етимологія
Назва походить від латинського слова mamilla — сосочок, зменшене від лат. mamma — сосок.
Рід Mammillaria був описаний в 1812 р. Гавортом (Haworth), що помилково поставив дві букви «m» у написанні цієї назви. Він не знав, що за три роки до цього (в 1809 р.) Джоном Стокхаузом (John Stackhouse) уже була описана водорість під родовою назвою Mammillaria. За правилами ботанічної номенклатури не повинно бути однакових назв родин і родів, однак пріоритетним, напевно, є найменування водорості. Тому в 1923 р. Бріттон і Роуз (Britton et Rose) переробили рід Mammillaria в Neomamillaria. Однак за сто з гаком років стара назва настільки міцно закріпилася, що нова ніяк не прищеплювалася, і, як виняток, за родом було залишено первісне найменування, дане Гавортом, у неправильному написанні із двома «m».

## Біологічний опис
Для мамілярій характерна відсутність ребер і наявність сосочків — маміл. Форма рослин або куляста, або циліндрична, колючки й запушення сильно варіюють. Квітки прості, невеликі, розташовані віночком на верхівці в 1-3 кола, забарвлення — найрізноманітніше. Для мамілярій характерна поява квіток і відростків не з ареол, а з пазух сосочків (аксил). Плоди соковиті, витягнуті, ягодоподібні, занурені в стебло до дозрівання, що відбувається, як правило, на другий рік.

## Утримання
Для колекціонера рід мамілярії то є просто знахідка. Ці рослини рішуче можна рекомендувати кактусисту-початківцю, оскільки більшість з них надзвичайно невибагливі, добре ростуть на своїх коріннях, легко зацвітають чудесними різнобарвними віночками, та й плоди мамілярій дуже декоративні. Особливо «примхливих» представників роду легко культивувати в щепленому стані.
Здебільшого мамілярії невибагливі до кількості світла, влітку люблять рясне поливання й обприскування, зимівлю — суху й прохолодну (8 — 10 °C), ґрунт пухкий і поживний. Для видів з довгими колючками й білими волосками потрібно додавати в ґрунт вапно. Види, що утворюють подушкоподібні форми, рекомендовано саджати в плошки.

## Систематика
Це один з найчисельніших за кількістю видів з родів кактусів. У 1919 році Натаніель Бріттон і Джозеф Роуз систематизували рід Mammillaria. Згідно з цією класифікацією рід налічував 350 видів і 98 різновидів. У роботі Курта Бакеберга — «Das Kakteenlexikon» описано 350 таксонів роду Mammillaria. У 1970 році після ревізії, проведеної Девідом Гантом, число видів скоротилось до 220. Продовжуючи дослідження, у 1987 році Гант ще зменшив кількість видів до 167. У 2001 році вийшла фундаментальна монографія з родини кактусових «The Cactus Family» Едварда Андерсона — колишнього президента Робочої групи Міжнародної організації з вивчення сукулентних рослин (англ. International Organization for Succulent Plant Study),, в якій він, спираючись на висновки фахівців з International Cactaceae Systematics Groups і Mammillaria Society, описав 171 вид та 75 підвидів роду Mammillaria (докладніше див. Список видів роду мамілярія). Сайт The Plant List, що є спільним інтернет-проектом Міссурійського ботанічного саду і Королівських ботанічних садів у К'ю, наводить 185 визнаних видів. Натомість, сайт «Plants of the World-online» тих же Королівських ботанічних садів у К'ю наводить наводить 162 визнані види мамілярій.

## Галерея

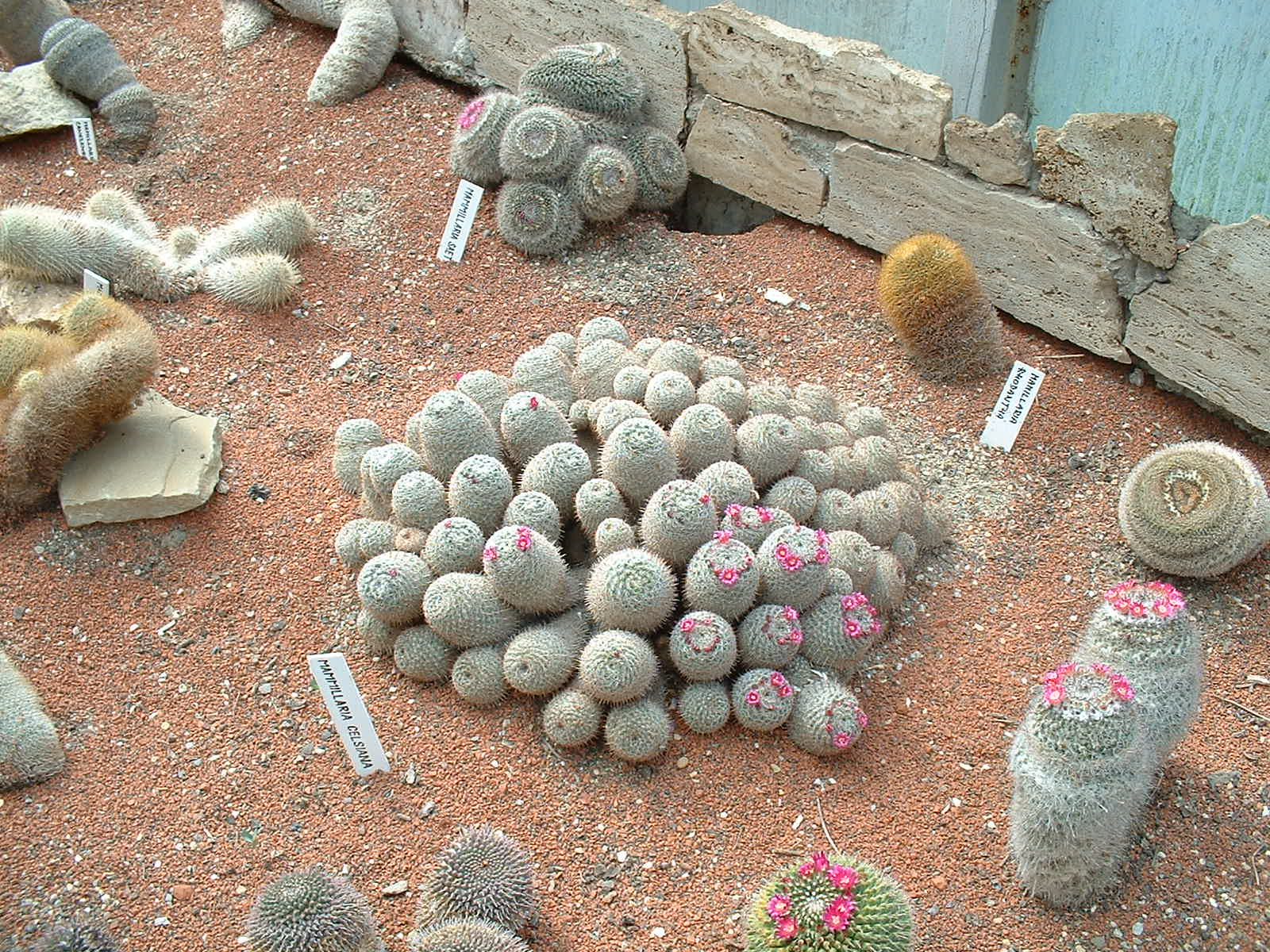
Mammillaria muehlenpfordtii
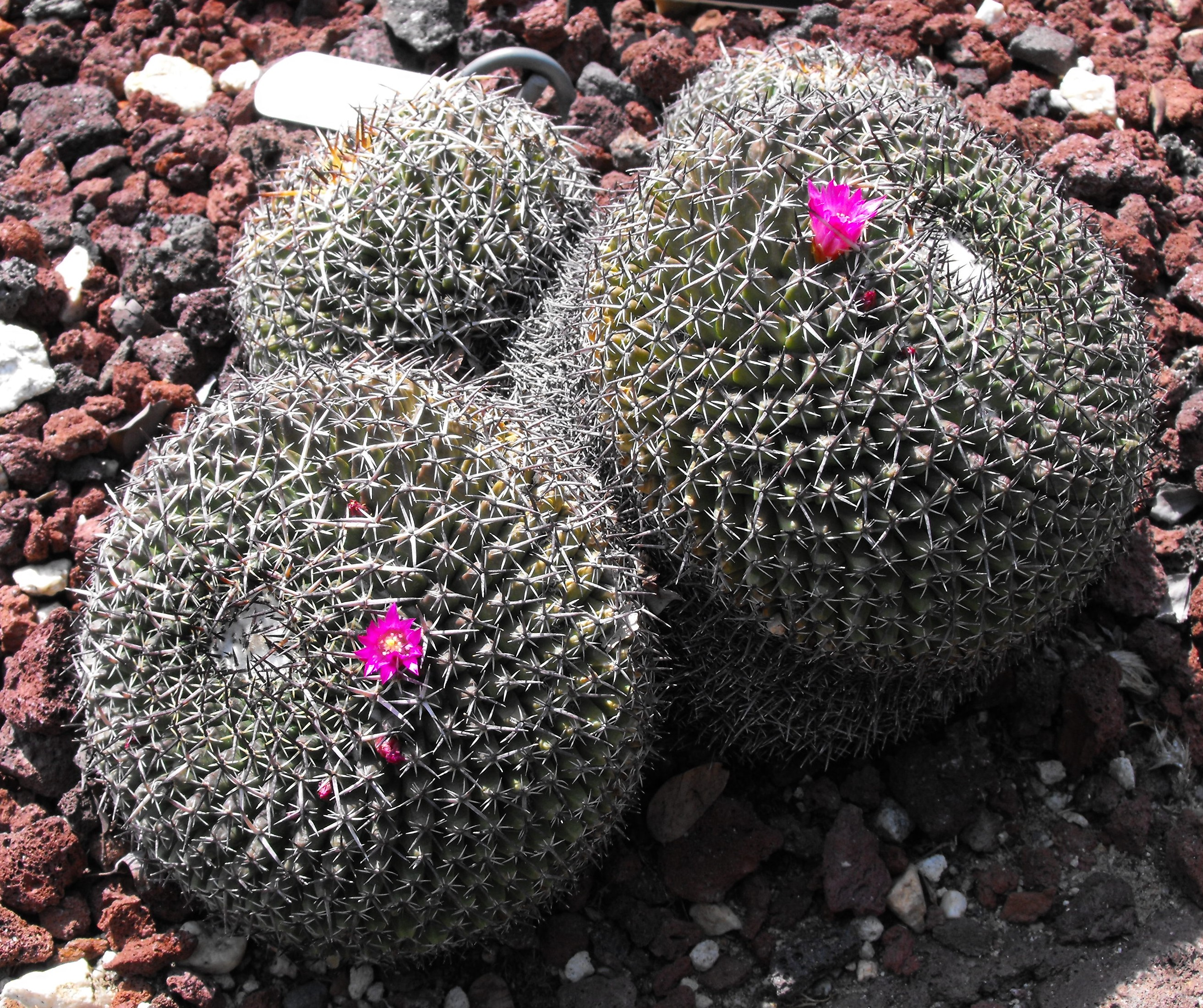
Mammillaria mystax
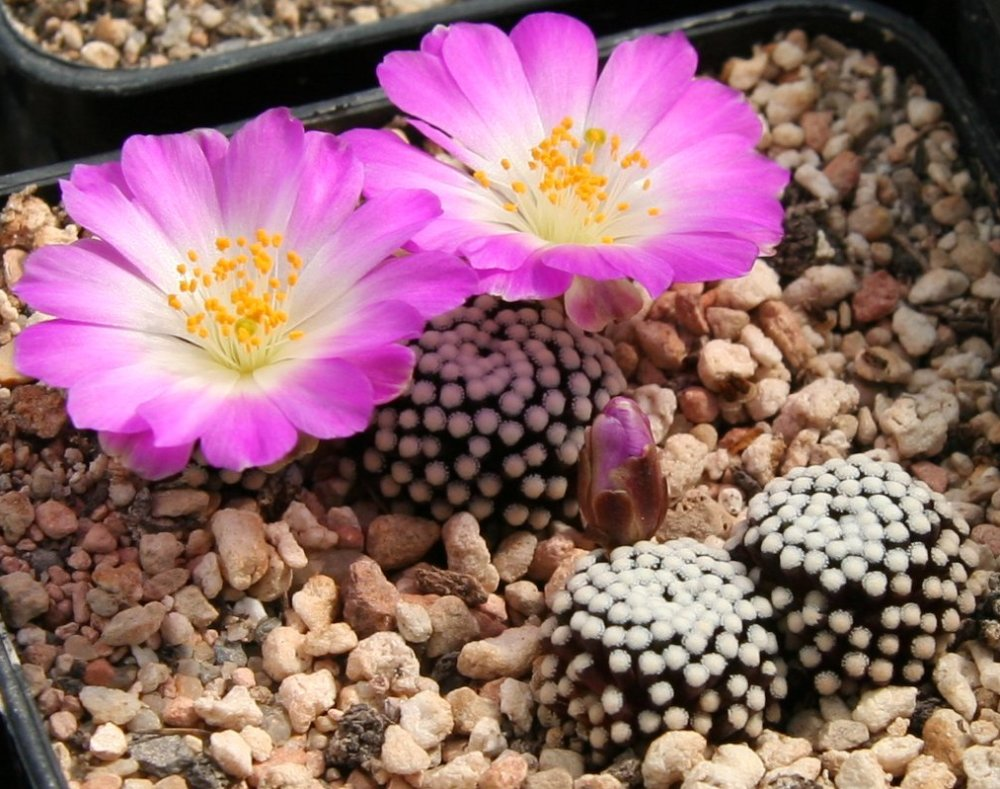
Mammillaria luethyi
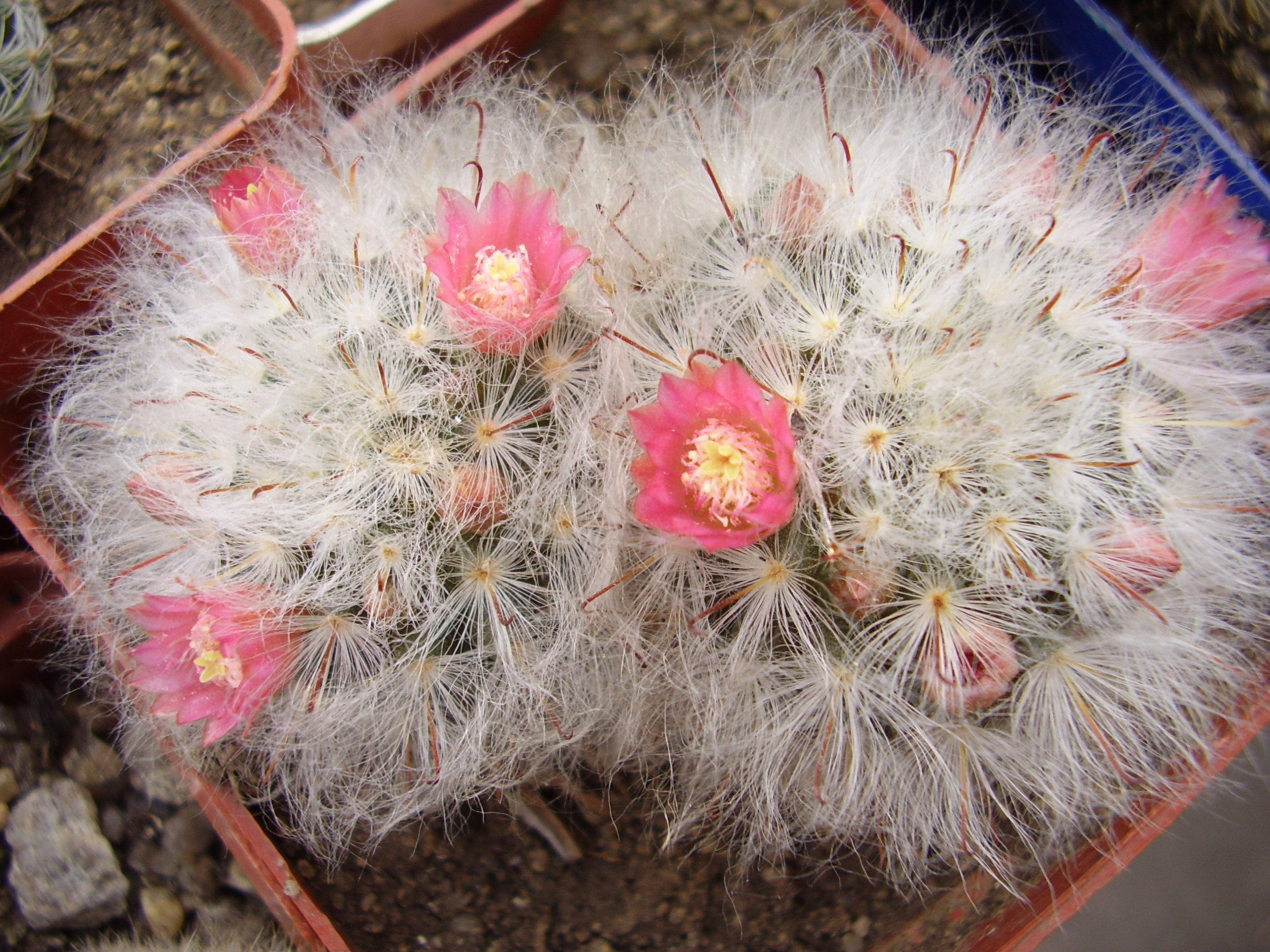
Mammillaria bocasana